# هواي جينبينج
هواي جينبينج (في اللغة الصينية: 怀进鹏؛ من مواليد ديسمبر 1962) هو عالم كمبيوتر وسياسي صيني. وهو سكرتير الحزب الحالي في الرابطة الصينية للعلوم والتكنولوجيا وأكاديمي في الاكاديمية الصينية للعلوم.

## السيرة الشخصية
وُلِد هواي في هاربين لكن أصله يرجع إلى جينان في اقليم شاندونغ. تخرج من جامعة جيلين للصناعة (اندمجت الآن ضمن جامعة جيلين) في عام 1984. انضم إلى الحزب الشيوعي الصيني في يناير 1986، وبدأ العمل في سبتمبر 1987 بعد حصوله على درجة الماجستير في علوم الكمبيوتر من معهد هاربين للتكنولوجيا. في نوفمبر 1993، حصل على الدكتوراه من جامعة بيهانغ. كما التحق بجامعة كولومبيا بصفته باحثًا زائرًا بين عامي 1995 و1996.   في ديسمبر 2000، تم تعيينه نائب رئيس الحزب ونائب رئيس جامعة بيهانغ. في مايو 2009 تمت ترقيته إلى رئيس الجامعة وحصل على رتبة نائب وزير. في عام 2009 انتخب عضوا في الأكاديمية الصينية للعلوم. 
في فبراير 2015، تم تعيين هواي نائب وزير تكنولوجيا المعلومات. في ديسمبر 2016، تم تعيين هواي نائب رئيس الحزب في تيانجين. في سبتمبر 2017، تم نقل هواي ليصبح سكرتير الحزب لجمعية الصين للعلوم والتكنولوجيا. 
في 20 أغسطس 2021 عين وزيرا للتربية والتعليم. 
هواي هو نائب في المؤتمر الوطني الثاني عشر لنواب الشعب الصيني وعضو في اللجنة المركزية التاسعة عشرة للحزب الشيوعي الصيني. 